# ApoRed
ApoRed (bürgerlich: Ahmad Nadim Ahadi; * 12. März 1994) ist ein deutscher Webvideoproduzent mit afghanischer Familiengeschichte aus Hamburg, der zunächst vor allem mit Let’s-Play-Videos bekannt wurde und inzwischen hauptsächlich Reactions, Gaming-Videos und Rapmusik veröffentlicht. Aufgrund diverser Kontroversen stand ApoRed mehrfach in öffentlicher Kritik.

## Karriere
Seit dem 17. August 2011 betreibt ApoRed einen Kanal auf YouTube, auf dem zunächst Let’s Plays erschienen. Seit 2015 erstellt er hauptsächlich Clickbait-Videos. In mehreren seiner Videos treten bekannte YouTuber wie beispielsweise Leon Machère oder Simon Desue auf. ApoRed steht zudem häufig im Konflikt mit anderen YouTubern und gerät daher vor allem auf der Plattform selbst immer wieder in Kritik.
Am 9. Oktober 2015 veröffentlichte ApoRed sein erstes eigenes Musikvideo Photoshop, das bis März 2018 über 29 Millionen Aufrufe hatte. Weitere Musikvideos folgten. Das Musikvideo Everyday Saturday – Remix, das über 900.000 Dislikes erhielt, brachte ihm den Titel als „unbeliebtester YouTube-Rapper“ ein.
Am 31. Januar 2016 veröffentlichte er ein Video, in dem er sich unter anderem darüber aufregt, mit „Apo“ angesprochen zu werden, und stellte lautstark und spöttisch klar, „‚Apo‘, ‚Apo‘, ‚Apo‘, das heißt ‚Red‘! ‚Apo‘ hat nichts damit zu tun!“, woraus ein Internetphänomen entstand.
Im November 2017 begann ApoRed auf seinem YouTube-Gaming-Kanal RedSama regelmäßig Videos zum Computerspiel Fortnite hochzuladen.
Seine Tournee mit dem Titel Baba Tour und neun Terminen sollte im Dezember 2017 starten, wurde aber abgesagt, da er bei einem Gerichtstermin zu seinem Bombenprank-Video nicht erschien und sich infolgedessen Anfang Oktober in Untersuchungshaft befand.
Für längere Zeit wurden die Videos auf seinem Hauptkanal ApoRed auf privat gestellt und waren somit für die Öffentlichkeit unsichtbar. Im November 2019 gab er schließlich an, den Kanal gelöscht zu haben. Im selben Monat wurde sein Kanal RedSama mit 1,5 Millionen Abonnenten von Epic Games aus urheberrechtlichen Gründen gesperrt.
Er erstellte noch im selben Monat einen Musikkanal mit dem Titel ApoRed Music, auf dem er seine musikalischen Aktivitäten hochlud. Schließlich wurde im März 2020 bekannt, dass sein ursprünglicher Hauptkanal in YALLA GANG umbenannt wurde. Am 16. Juli 2020 kündigte er an, seinen Kanal ApoRed Vlogs zu löschen, weil er keine Vlogs mehr mache.
Im August 2020 sollte er als Supporting Act auf zwei von Pietro Lombardis Freiluftkonzerten auftreten. Die Tour wurde wegen der Einschränkungen durch die COVID-Maßnahmen verschoben.
Im Mai 2025 wurde auf einer Social-Media-Plattform ein heimlich aufgenommenes Video veröffentlicht, das ApoRed als Kellner in einer Shishabar in Nordzypern zeigt. ApoRed bestätigte auf seinem Kanal die Echtheit des Videos, fügte allerdings hinzu, er hätte lediglich "ausgeholfen".

## Kontroversen
Viele seiner Videos sind umstritten, da er sich beispielsweise in verschiedenen Nächten verbotenerweise in einem Kino, einem Restaurant und einem Möbelhaus einsperren ließ, zudem Menschen durch seine Pranks nachhaltig ängstigte und sich bezüglich der von ihm verursachten Schäden uneinsichtig zeigte. Er erhielt wegen dieser Videos mehrere Strafanzeigen.
Im Dezember 2017 verhängte die Medienanstalt Hamburg/Schleswig-Holstein gegen ApoRed ein Bußgeld in Höhe von 1050 Euro, weil er bei seinen Angeboten auf YouTube, Instagram, Google Plus und Facebook gegen die allgemeinen Informationspflichten nach § 5 Telemediengesetz verstieß und auf entsprechende Informationsschreiben nicht oder nur unzureichend reagierte. Er hatte im Impressum nicht die Kontaktdaten der Anbieter, sondern Fantasienamen und -adressen angegeben.

### Bomben-Prank
Am 14. Juli 2016, dem gleichen Tag, an dem ein Terroranschlag in Nizza verübt worden war, veröffentlichte ApoRed ein Prank-Video, in dem er Menschen eine Tasche zuwarf und anschließend behauptete, die Tasche beinhalte eine Bombe. Mehrere Zeugen litten danach unter Angststörungen. Das Video wurde am Tag nach der Veröffentlichung auf „Privat“ gestellt. Bis dahin erhielt es über 400.000 Aufrufe. Kurz darauf folgte ein Entschuldigungsvideo.
Im Oktober 2017 wurde Ahadi für das Video nach rund zweiwöchiger Untersuchungshaft zu einer Freiheitsstrafe von sieben Monaten auf Bewährung zuzüglich 200 Arbeitsstunden verurteilt. Ein seitens seiner Anwältin eingelegter Berufungsantrag wurde im März 2018 zurückgenommen. Neben Körperverletzung, Nötigung und Störung des öffentlichen Friedens wurde ApoRed vorgeworfen, bei diesem Prank das Kunsturhebergesetz zu verletzen, da er das Video ohne Einverständnis der Beteiligten veröffentlichte. Aufgrund versäumter Bewährungsauflagen liegt gegen Ahadi seit März 2023 ein Haftbefehl vor.

### Insolvenz
Der YouTuber und Kritiker MiiMii veröffentlichte im Mai 2022 ein Video, in dem er von der Eröffnung eines Insolvenzverfahrens gegen Ahadi vom 29. März 2022 berichtet. In einer Video-Antwort widersprach Ahadi den Insolvenzvorwürfen. Nachdem ihm im Anschluss mehrere Insolvenzstraftaten, darunter Steuerverschleppung, vorgeworfen wurden, revidierte er seine Aussagen: aufgrund eines Aufenthaltes in der Türkei habe er Geldforderungen seiner Versicherungen nicht erhalten; daraufhin sei das Insolvenzverfahren eröffnet worden.
Mitte August 2022 veröffentlichte MiiMii mutmaßlich die Kontoauszüge und weitere sensible Daten von Ahadi, die beweisen sollten, dass er, entgegen seiner Aussagen, insolvent ist. Am 9. September 2022 wurde schließlich ein Insolvenzverfahren wegen Zahlungsunfähigkeit eröffnet. Die Insolvenz gegen Ahadi wurde am 12. September 2022 durch das Amtsgericht Hamburg von Amts wegen öffentlich.

#### Offenbarung
Am 6. Dezember 2023 veröffentlichte Ahadi ein Video, in welchem er seine Insolvenz vermeintlich öffentlich machte. Er gab an, 3,6 Millionen Euro Steuerschulden zu haben. In vorangegangenen Videos behauptete er seit 2022, Millionär zu sein, vermittelte den Eindruck, hochpreisige Wertgegenstände wie Autos zu besitzen und lud seine Community in eine private Trading-Gruppe ein, die von Dubai aus betrieben und bedient wurde, wo er auch zu leben den Eindruck erweckte. Angeblich lebe er allerdings gar nicht in Dubai, sondern in Hamburg in einer Wohnung, die ihm vom Amt zum Bürgergeld gestellt worden sei, das er seither beziehe. Zu der Bekanntmachung inspiriert hätten ihn seiner Aussage nach andere Streamer und YouTuber, die vor ihm ihre jeweilige finanzielle Situation öffentlich gemacht haben.
Am 10. Dezember 2023 lud der YouTuber Leon Machère, ein langjähriger Drehpartner von Ahadi, eine in Istanbul gedrehte Koproduktion hoch, in der sich die Stellungnahme Ahadis als Streich (Prank) herausstellte. Der Rechtsanwalt Christian Solmecke, der ebenfalls auf YouTube aktiv ist, konnte jedoch durch eigene Recherchen in öffentlichen Informationen aufzeigen, dass Teile der Video-Stellungnahme Ahadis, insbesondere in Bezug auf seine Insolvenz, eher der Wahrheit entsprechen müssen und im Prank-Video von Machère lediglich künstlerisch verarbeitet wurden. Aufgrund der Kunstfreiheit und da niemand sonst geschädigt wurde, könne er für den Streich jedoch nicht juristisch belangt werden.

### Sexuelle Belästigung
Im Jahr 2023 gewann die YouTuberin Carina Pusch einen Gerichtsstreit bezüglich Aussagen beider Parteien zu einer sexuellen Belästigung Puschs durch Apored. Nach einem Urteil des Landgerichts Köln darf Apored nicht über Pusch verbreiten, dass sie in der Sache lüge und eine Hetzkampagne gegen ihn führe, da „der Beklagte mithin insgesamt nicht beweisen kann, dass seine Äußerungen wahr sind bzw. auf einem wahren Tatsachenkern beruhen“. Eine Widerklage Aporeds wurde vom Landgericht Köln abgelehnt, mit der Erklärung: „Die Äußerungen der Klägerin berühren zwar das allgemeine Persönlichkeitsrecht des Beklagten, sind aber nicht rechtswidrig. Bei der notwendigen Abwägung fällt hier entscheidend ins Gewicht, dass die Äußerungen wahr sind.“
Die Website gamers.de berichtete, dass sich Pusch nur zu der Sache geäußert hatte, weil Apored der YouTuberin Silvi Carlsson zuvor bereits vorgeworfen hatte, eine Lügen- und Hetzkampagne gegen ihn zu führen. Carlsson hatte in einem Video über einen Fall sexueller Belästigung durch zwei andere YouTuber beim Webvideo-Preis 2016 berichtet, aber absichtlich keine Namen genannt. Die Verbindung zu Apored wurde gegen ihren Willen kurzzeitig von einem anderen YouTuber hergestellt, dem sie sich anvertraut hatte. Dadurch, dass Apored sich daraufhin selbst als der von Carlsson gemeinte identifizierte, um ihr eine Lügen- und Hetzkampagne gegen ihn vorzuwerfen, bestätigte er nach der Meinung einiger indirekt auch seine Täterschaft im Fall Carlsson.

## Diskographie
| Jahr | Titel                                            | Anmerkungen                                                     |
| ---- | ------------------------------------------------ | --------------------------------------------------------------- |
| 2017 | Photoshop mit KsFreak und Krappi                 | Erstveröffentlichung: 31. Juli 2017 Format: digitale Single     |
| 2017 | Everyday Saturday 1.0                            | Erstveröffentlichung: 27. Juli 2017 Format: digitale Single     |
| 2017 | Everyday Saturday 2.0                            | Erstveröffentlichung: 27. Juli 2017 Format: digitale Single     |
| 2017 | Numero Uno                                       | Erstveröffentlichung: 26. Juli 2017 Format: digitale Single     |
| 2017 | Yalla Habibi                                     | Erstveröffentlichung: 25. Juni 2017 Format: digitale Single     |
| 2017 | Babawagen                                        | Erstveröffentlichung: 9. April 2017 Format: digitale Single     |
| 2017 | Range Rover Mansory                              | Erstveröffentlichung: 8. April 2017 Format: digitale Single     |
| 2018 | Billo                                            | Erstveröffentlichung: 28. Januar 2018 Format: digitale Single   |
| 2019 | Submariner                                       | Erstveröffentlichung: 31. Mai 2019 Format: digitale Single      |
| 2019 | Lambo Gallardo                                   | Erstveröffentlichung: 14. Juni 2019 Format: digitale Single     |
| 2019 | Bruder muss los (Kollaboration mit Leon Machère) | Erstveröffentlichung: 25. Oktober 2019 Format: digitale Single  |
| 2020 | Emblem                                           | Erstveröffentlichung: 7. August 2020 Format: digitale Single    |
| 2024 | Multimillionär                                   | Erstveröffentlichung: 5. April 2024 Format: digitale Single     |
| 2024 | Push                                             | Erstveröffentlichung: 5. September 2024 Format: digitale Single |
| 2025 | Roter Lambo                                      | Erstveröffentlichung: 15. Mai 2025 Format: digitale Single      |
| 2025 | Jede Nacht                                       | Erstveröffentlichung: 29. Mai 2025 Format: digitale Single      |

Hinweis: Die Reihenfolge der Singles bezieht sich auf die ursprünglichen Veröffentlichungsdaten der dazugehörigen Musikvideos, die auf YouTube veröffentlicht wurden, und nicht auf die Veröffentlichungsdaten der digitalen Singles.